# كيولين (باد كاليه)
كيولين، باد كاليه (بالفرنسية: Quilen)‏ هي بلدية تقع في إقليم باد كاليه من منطقة نور با دو كاليه في شمال فرنسا. تبلغ مساحة هذه المدينة 4.06 (كم²)، وترتفع عن سطح البحر 115 م، يبلغ عدد سكانها 63 نسمة حسب إحصاء المعهد الوطني للإحصاء والدراسات الاقتصادية سنة 2009 م. وترأس Jean-Michel Vasseur البلدية خلال فترة (2008-2014).